# Sant Pau de Calce

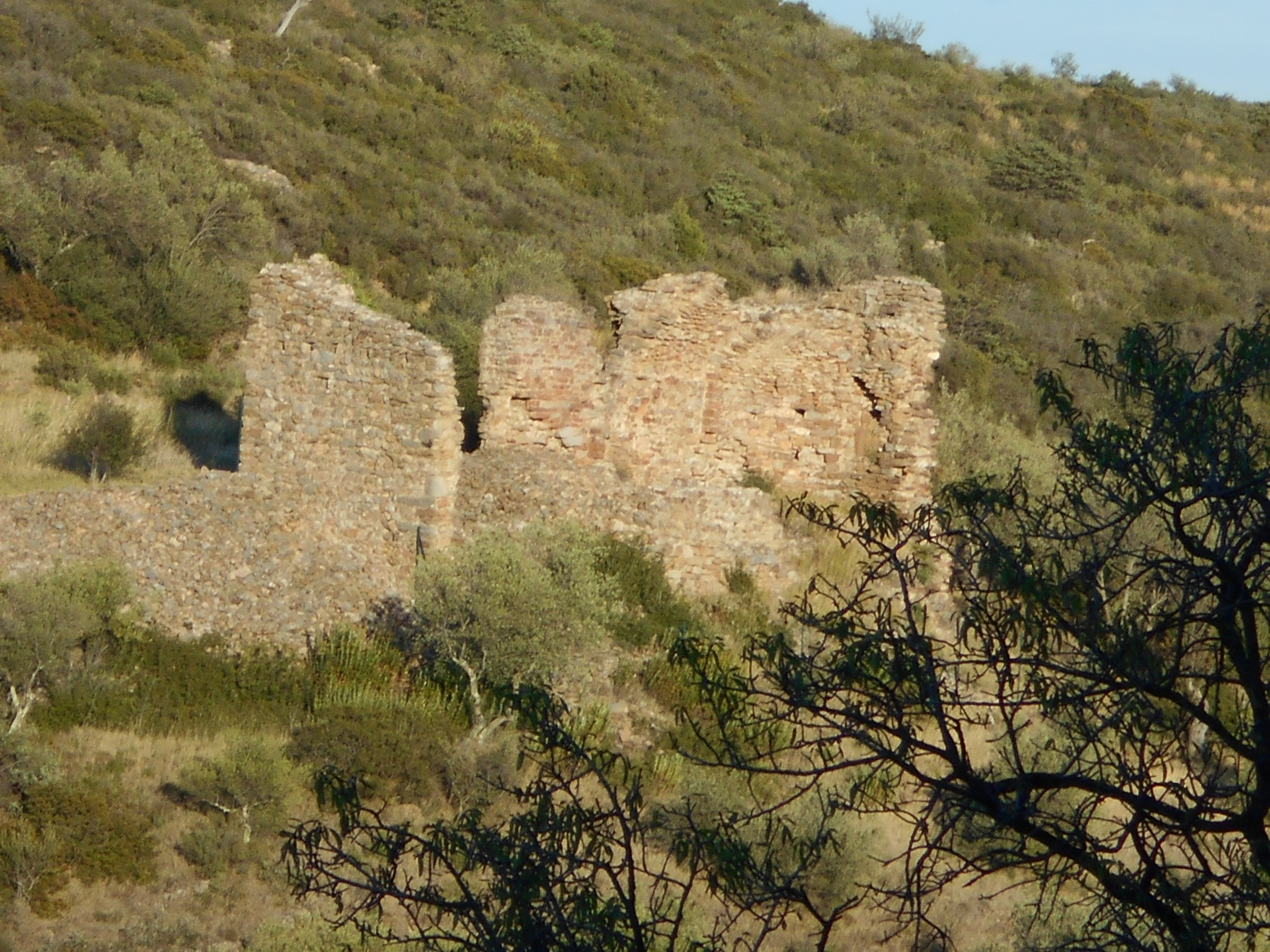
Sant Pau de Calce vell des del poble

Sant Pau de Calce és l'antiga església parroquial, romànica, del poble i terme comunal de Calce, a la comarca del Rosselló, a la Catalunya del Nord.
Està situada a llevant del poble, ran seu, en un lloc preeminent que domina el poble.
Documentada des del 1151, és la primitiva església parroquial del poble. El segle xv s'edificà una nova església en el centre del poble, també dedicada a Sant Pau, i la primitiva fou abandonada.
Es tracta d'un petit temple de nau única capçada a llevant per un absis semicircular. El segle xii es juxtaposà una torre de defensa a l'absis, de la qual queden algunes restes; aquestes restes foren prolongades cap a ponent al segle xiii o XIV amb una paret que presenta trams d'espina de peix. L'absis és construït amb carreus rectangulars disposats en filades regulars. La porta s'obria a migdia. La volta i part dels murs estan avui dia esfondrats.